# West Point (Nebraska)
West Point je grad u američkoj saveznoj državi Nebraska. Prema popisu stanovništva iz 2010. u njemu je živjelo 3,364 stanovnika.